# Ignacio Flores (pacificador del Perú)
José Ignacio Flores de Vergara y Ximénez de Cárdenas, conocido como el "pacificador del Perú", (Latacunga, provincia de Quito, Virreinato del Perú, 1733 - Buenos Aires, Virreinato del Río de la Plata, 1786), hijo segundogénito de Antonio Flores, I marqués de Miraflores, fue I gobernador de Moxos en 1772-1781, I gobernador intendente de Chuquisaca (La Plata) entre 1783-1785 y XX presidente de la Real Audiencia de Charcas entre 1781-1785. Destacó por su amplia educación, al ser políglota, matemático y un representante de la ilustración de la Real Audiencia durante el siglo XVIII.

## Biografía

### Primeros años
José Ignacio Flores de Vergara y Ximénez de Cárdenas, nació en Latacunga, provincia de Quito, en 1733. Fue hijo de Antonio Flores, I marqués de Miraflores de Quito. Graduado en Filosofía y políglota, destacó en matemáticas y sirvió a la Corona española en diversos cargos. Era un hombre ilustrado del siglo XVIII, que en España desempeñó por muchos años la cátedra de letras y matemáticas en el Real Seminario de Nobles de Madrid. Fue parte del regimiento de caballería de Brabante comandando por Alejandro O'Reilly, así participó en la batalla por Gibraltar y en la toma de Menorca. Además su obra literaria, "Viajes de Enrique Wanton", le atribuyó fama de crítico satírico, aunque su autoría es debatida.
A su regreso a América, como coronel de caballería de los Reales Ejércitos y comandante de la provincia de Moxos recibió la ardua comisión de impedir que los portugueses se apoderasen de la navegación de los ríos Madera, Mamoré e Iténez.

### Presidencia de la Audiencia de Charcas
Con el estallido de la rebelión indígena en la región, Flores fue nombrado presidente de la Real Audiencia de Charcas para pacificar los pueblos. La rebelión estaba dirigida por los hermanos Tomás, Dámaso y Nicolás Katari, quienes levantaron en armas a los indígenas. Tomás Katarí había sido asesinado en enero de 1781 y su hermano Dámaso logró reunir 7000 indígenas decididos a atacar la ciudad de La Plata, mientras que su hermano Nicolás logró controlar la región de Pitantora en Potosí.
El 14 de febrero de 1781 el ejército indígena rodeó la ciudad de La Plata y reclamó que se respete lo que Tomás Katari había negociado en Buenos Aires, Flores intentó pactar con los rebeldes pero ante la presión de otras autoridades decidió salir con su ejército a enfrentar a los indígenas, el 20 de febrero se produce la Batalla del Cerro Punilla donde Flores logra derrotar a Katari y libera la ciudad.
Dámaso Katari perdió 400 hombres en la batalla pero logró retirarse de manera ordenada, saqueó varias haciendas mientras se concentraba en el pueblo de Pocoata. Los españoles ofrecieron indulto a los indígenas que se rindieran y esto debilitó el movimiento rebelde, Dámaso fue traicionado por el sacerdote de Pocoata y hecho prisionero junto a su hermano Nicolás el 1 de abril de 1781 , fueron trasladado a la ciudad de La Plata, juzgados por Flores y condenado a la horca. Dámaso fue ahorcado el 27 de abril y Nicolás el 7 de mayo, junto con ellos fueron ejecutados más de 30 líderes indígenas.

#### Rebelión de Túpac Katari
Mientras tanto en la región del Lago Titicaca, desde el mes de marzo de 1781 se habían rebelado los Aimaras comandados por Túpac Katari. Flores reunió un ejército de 3000 hombres y se encaminó a la ciudad de La Paz que estaba rodeada por un ejército indígena. Cuando Túpac Katari supo del avance de Flores, se decidió a enfrentarlo y reunió a 5000 hombres con los que se dirigió a Calamarca, allí se enfrentaron ambos ejércitos el 30 de junio de 1781. Flores aprovechó la ventaja que tenía con las armas de fuego y exterminó a 1500 indígenas antes de que estos abandonaran el campo de batalla. Flores continuó su camino a La Paz y logró liberar esta ciudad en el mes de julio.
El levantamiento indígena no había cesado y Flores tuvo que enviar a 600 soldados al pueblo de Achocalla para tratar de expulsar a los sublevados de esa región, los soldados quemaron el pueblo y degollaron a todos los aimaras que encontraron en el lugar. Todavía quedaban fuerzas indígenas en la montaña de Killi Killi y Flores planeó un ataque dividiendo su ejército en 3 columnas, la pelea fue encarnizada y finalmente los aimaras lograron mantener sus posiciones, el mismo Flores resultó herido en el combate.
A principios de agosto se presentaron varias deserciones en el ejército de Flores y éste decidió dejar la ciudad antes de arriesgar a los hombres que le quedaban. El comandante de La Paz, Sebastián de Segurola, le pidió que retrasase su partida hasta lograr desalojar a los indígenas que todavía permanecían en la ciudad pero Flores solo aceptó dejar 500 soldados. Túpac Katari volvió a sitiar la ciudad a los pocos días de la partida de Flores. Flores tuvo que encomendar a José de Reseguín liberar nuevamente la ciudad de La Paz, lo que se consiguió finalmente en octubre de 1781, la rebelión aimara fue finalmente derrotada en noviembre.

#### Otras sublevaciones
Ignacio Flores continuó como presidente de la Audiencia teniendo que lidiar con la tensa relación entre españoles y naturales. Se vio involucrado en el caso del mestizo José Oropeza, asesinado por el español Alonso Pérez, lo que provocó un tumulto en la ciudad de La Plata que Flores tuvo que apaciguar. Otro asesinato de españoles contra mestizos se dio el mes de julio de 1785, esto provocó una sublevación en la ciudad los días 22 y 23, Flores volvió a apaciguar la situación. Los Oidores Lorenzo Blanco Cicerón y Francisco Cano y el fiscal Domingo Arnaiz de los Novillos acusaron a Flores de esta sublevación y consiguieron que fuese arrestado y enviado a Buenos Aires para responder por las acusaciones en su contra.
El criollo quiteño, humanista que hablaba su mismo idioma —además del quechua— sólo pudo padecer "una de las muertes más injustas de que haya recuerdo en los anales de la historia hispanoamericana", luego de que fue separado de su cargo para ser remplazado, en un escándalo de nepotismo y de prácticas vergonzosas, con el sobrino del secretario de estado del Despacho Universal de Indias y procesado por "falsa pacificación" al haber tratado lealmente y con un mínimo de decencia a los amotinados. Uno de los motivos de la inquina contra él, habría sido el nombramiento de un ilustre criollo, el doctor Juan José Segovia, como su teniente asesor, por ello luego ambos van a ser depuestos y enviados a Buenos Aires, capital del virreinato del Río de la Plata.

### Muerte misteriosa
Murió de repente en 1786, en circunstancias misteriosas que nadie ha logrado descifrar, cuando estaba encerrado en un calabozo en Buenos Aires; para encubrir su ignominiosa muerte y añadir injuria a la afrenta para su familia, la secretaría del virreinato difundió un supuesto testamento que dejó sin firma, que a todas luces era apócrifo.
Respecto a su oscura muerte, hay diferencias entre los investigadores. Uno de ellos la plantea en estos términos:

Al ser reemplazado Vértiz como virrey, Ignacio Flores perdió su protección, siendo víctima de intrigas alimentadas por la propia Audiencia de Charcas y desde Madrid por el Ministro José de Gálvez, quienes sustentaban una clara política anticriolla. El motín que estalló en Chuquisaca en julio de 1785 fue la ocasión favorable para defenestrarlo, acusándolo de complicidad y de haber sido benevolente en la represión de los levantamientos del Alto Perú, siendo destituido y enviado a Buenos Aires para hacerle un juicio de residencia, reteniéndolo en libertad sin siquiera interrogarlo a disposición del virrey durante varios meses, causa que así comenzada hubo de cesar inmediatamente debido a su  inesperada muerte en la capital virreinal.

Flores se convirtió, durante las luchas emancipadoras del siglo XIX, en símbolo de las injusticias que en la Colonia perpetuaban los peninsulares contra los nobles americanos.

## Legado

### Diplomacia
Según los diversos testimonios, el humanista quiteño brillaba por su simpatía hacia el indígena americano. Tanto así, que el 14 de enero de 2007, como agradecido testimonio, el entonces presidente electo de Ecuador, Rafael Correa, obsequió al presidente indígena de Bolivia, Evo Morales, en una ceremonia en la población andina de Zumbahua, Ecuador, un retrato de Flores, criollo "nativo de su provincia", quien durante el periodo colonial acabó perdiendo la vida a causa de su abierta simpatía y generosidad hacia los pueblos indígenas de América que pacificó.

### Patrimonio en Latacunga
Uno de los lugares importantes del centro histórico de su ciudad natal, Latacunga, es la Casa de los Marqueses de Miraflores. Sería construida en la primera mitad del siglo XVIII y ser caracteriza por tener bóvedas talladas en piedra pómez con decoración de estilo arabescos y mudéjares. En la actualidad funciona el Departamento de Cultura y Relaciones Públicas del Municipio, pequeños museos folklóricos, cívicos e históricos y biblioteca “Simón Bolívar”.